# De Dødes Ø
De Dødes Ø er en dansk stum melodramafilm fra 1913 produceret af Filmfabrikken Danmark og instrueret af Vilhelm Glückstadt efter manuskript af ham selv og Palle Rosenkrantz. Filmen kaldes også Böcklin-filmen, fordi den er skabt over motiver fra den schweiziske maler Arnold Böcklins (1827-1901) billeder, herunder maleriet De Dødes Ø fra 1880, der er malet i fem versioner og hører til hans mest kendte værker.
Filmen havde dansk premiere den 24. oktober 1913 i Victoria-Teatret og blev vist i flere lande i udlandet. 

## Handling
Fyrst Udo von Freundsberg fører en sorgløs og ansvarsfri tilværelse med sine falske venner og den skønne grevinde Irma, men i virkeligheden er han dybt forgældet. På sit feriested ved havet møder han den uskyldige gartnerdatter Flora, der forelsker sig dybt i fyrsten og en kamp mellem det lyse og det mørke i fyrsten begynder. Kan Udo slippe ud af Irmas forførende klør? Og hvordan skal han vinde sit fædrene gods tilbage, som hans falske venner har franarret ham? Med hjælp fra sine trofaste støtter og Flora begiver Udo sig ud til det sted, hvor hans slægts skat ligger begravet: på De dødes Ø..

## Medvirkende
- Robert Schyberg - Fyrst Udo von Freundsberg
- Hakon Ahnfelt-Rønne - Grev Sartoriski
- Ellen Tegner - Grevinde Irma Sartoriski
- Otto Conradsen - Baron Sturm
- Thilda Fønss - Baronesse Sturm
- Richard Jensen - Grev Fersen
- Kai Lind - Dr. Eckstein
- Rasmus Ottesen - Dr. Critius, Godsforvalter
- Gudrun Houlberg - Flora, dr. Critius' guddatter
- Thorleif Lund - Gamle Baucis, gartner
- Poul Witzansky - Havfrue